# II. program
II. program byla televizní stanice Československé televize, která vysílala v letech 1970–1990. V září 1990 ji nahradily dva národní kanály, česká ČTV a slovenská S1.

## Historie
Veřejné televizní vysílání v Československu probíhalo od roku 1953 na jedné bezejmenné stanici, která přenášela veškerý program. Informaci o plánovaném zřízení druhého televizního kanálu zveřejnilo federální ministerstvo pošt a telekomunikací v květnu 1969. Jeho zkušební vysílání bylo zahájeno  v únoru 1970, řádné vysílání bylo spuštěno 10. května 1970. Zpočátku byla dostupnost II. programu, jak byla nová stanice označena, omezena na největší města a jejich nejbližší okolí. Rovněž rozsah jejího vysílání byl zprvu omezen jen na tři dny v týdnu a celkem šest hodin týdně. Kanál tak tvořil pouze doplňkové vysílání hlavního I. programu. Pravidelné barevné vysílání zahájila Československá televize (ČST) právě na II. programu dne 9. května 1973. Dosah stanice i rozsah vysílání ale ČST postupně navyšovala a od roku 1976 vysílal každodenně od 15 hodin. Roku 1975 byl II. program dostupný na 43 % území státu a v roce 1980 na 65,5 % rozlohy Československa.
Po sametové revoluci v roce 1989 proběhly ve stanicích ČST změny. Původní II. program ukončil své vysílání 2. září 1990 a od následujícího dne byl rozdělen na dvě národní stanice: českou ČTV a slovenskou S1.